# Черноморская кумжа
Черноморская кумжа (лат. Salmo trutta labrax) — подвид лососёвых рыб вида кумжа.
Ареал — Чёрное и Азовское моря. В настоящее время в Азовском море практически не встречается. В России обитает в бассейне Чёрного моря, (Краснодарский край), на нерест заходит только в наиболее крупные реки (Мзымта, Шахе, Псезуапсе, Псоу с притоками).
Для подвида характерно образование двух форм — проходной и жилой. Особи проходной формы нерестятся в реке, а нагуливаются в море. Жилая форма называется обычно «ручьевая форель» и её представители всю жизнь проводят в реке. Размер проходной формы — в среднем 50 см, редко до 75 см (в других источниках — до 110 см и 24 кг, обычно 3,6 кг). Жилая форма мельче — до 25 см и весом до 1 кг.
В море черноморская кумжа питается рыбой и беспозвоночными. В отличие от сёмги питается и при нерестовой миграции в реке. В реке пищи меньше — это беспозвоночные, рыбы и летающие насекомые.
Нерест обычно осенью, но иногда отмечается и в январе-марте. В нересте участвуют, как проходные, так и жилые рыбы. Икру самка откладывает в вырытые ямы на пороговых участках реки и, после оплодотворения, засыпает галькой. Так образуются нерестовые бугры. Развитие икры в них протекает при почти постоянной температуре в течение всего инкубационного периода (обычно 44-45 дней). Основу питания молоди составляют бокоплавы, водные личинки насекомых (Chironomidae) и их взрослые воздушные формы (имаго).
На втором году жизни у части пестряток (мальков) начинается смолтификация (подготовка организма к обитанию в соленой воде) и покатная миграция в море. Эта миграция может продолжаться с начала весны до конца осени. Речной период жизни у проходных рыб может быть до 3 лет. Как у проходных, так и у жилых производителей, в потомстве будут и жилые и проходные рыбы..
Проходная форма черноморской кумжи — ценный объект промысла, а форель (жилая форма) — излюбленный объект спортивной рыбалки. Численность всегда была небольшой, ранее годовая добыча у берегов Грузии составляла всего около 90 центнеров. В последние десятилетия запасы проходной формы сильно сократились, и сейчас повсеместно редка. По мнению С. А. Куляна: «Её численность в российских водах поддерживается в основном за счет искусственного воспроизводства на рыборазводных предприятиях». Резкое сокращение численности произошло в результате нерегулируемого промысла, гидростроительства, загрязнения и браконьерства.
Проходная форма черноморского подвида кумжи находится под угрозой исчезновения, занесена в Красную книгу РФ (2001), Красную книгу Краснодарского края (1994), и в Европейский красный список (IUCN, 1990).